# Leia beckeri
Leia beckeri är en tvåvingeart som beskrevs av Landrock 1940. Leia beckeri ingår i släktet Leia och familjen svampmyggor. Inga underarter finns listade i Catalogue of Life.